# Slum Village (album)
Pour le groupe, voir Slum Village.
Albums de Slum Village
Prequel to a Classic
(2005) Villa Manifesto EP
(2009)
Slum Village est le cinquième album studio du groupe éponyme, sorti le 25 octobre 2005 .
Pour cet album, le groupe n'est composé que de T3 et Elzhi.
L'album a été édité avec un DVD montrant des séances d'enregistrement, des interviews ainsi que des vidéos clip de leur 2e album, Fantastic, Vol. 2.
L'album s'est classé 33e au Top Independent Albums et 80e au Top R&B/Hip-Hop Albums.

## Liste des titres
| No  | Titre                                                                  | Contient un (des) sample(s) de           | Durée |
| --- | ---------------------------------------------------------------------- | ---------------------------------------- | ----- |
| 1.  | Giant (Produit par Young RJ Rice)                                      | Good Old Music de Funkadelic             | 3:17  |
| 2.  | Set It (Produit par Black Milk)                                        |                                          | 2:49  |
| 3.  | Can I Be Me (Produit par Young RJ Rice)                                |                                          | 3:33  |
| 4.  | Call Me (featuring Dwele – Produit par Black Milk)                     | Footsteps in the Dark des Isley Brothers | 3:50  |
| 5.  | 05 (Produit par Young RJ Rice)                                         |                                          | 6:20  |
| 6.  | 1, 2 (Produit par Moss)                                                | Memoirs of the Traveler des Jaggerz      | 3:56  |
| 7.  | Multiply (featuring Melanie Rutherford – Produit par Black Milk)       | I Talk to the Wind de King Crimson       | 3:28  |
| 8.  | 1-800-S-L-U-M (Produit par Young RJ Rice)                              |                                          | 1:54  |
| 9.  | Hear This (featuring Phat Kat et Black Milk) – Produit par Black Milk) |                                          | 3:29  |
| 10. | Def Do Us (Produit par Young RJ Rice)                                  |                                          | 3:46  |
| 11. | Hell Naw! (featuring Black Milk et Que D – Produit par Black Milk)     |                                          | 3:13  |
| 12. | EZ Up (featuring J Isaac – Produit par Young RJ Rice)                  |                                          | 3:31  |
| 13. | Fantastic (Produit par Young RJ Rice)                                  |                                          | 1:29  |